# Majda Potokar
Majda Potokar född den 1 mars 1930 i Ljubljana, Jugoslavien, död den 24 april 2001 i samma stad, var en slovensk skådespelare.
Majda Potokar tog sin examen 1952 från AIU därefter antogs hon in på Ljubljana Drama och var medlem där ända fram till sin pensionering i samband med sin sista film. 

## Filmografi
| Årtal | Titel                                         | Land                                            | Språk                     | Genre              | Regissör                                   | Producent Produktion                                                      |
| ----- | --------------------------------------------- | ----------------------------------------------- | ------------------------- | ------------------ | ------------------------------------------ | ------------------------------------------------------------------------- |
| 1948  | Na svoji zemlji                               | Socialistiska federativa republiken Jugoslavien | slovenska                 | drama krig novell  | France Štiglic                             | Triglav Film (Ljubljana)                                                  |
| 1955  | Tri zgodbe                                    | Socialistiska federativa republiken Jugoslavien | slovenska                 | drama              | Jane Kavčič France Kosmač Igor Pretnar     | Triglav Film (Ljubljana)                                                  |
| 1963  | Samorastniki                                  | Socialistiska federativa republiken Jugoslavien | slovenska                 | drama              | Igor Pretnar                               | Triglav Film (Ljubljana)                                                  |
| 1964  | Ne joči, Peter                                | Socialistiska federativa republiken Jugoslavien | slovenska                 | äventyr krig drama | France Štiglic                             | Viba Film (Ljubljana)                                                     |
| 1965  | Lažnivka                                      | Socialistiska federativa republiken Jugoslavien | serbo-kroatiska slovenska | drama              | Igor Pretnar                               | Viba Film (Ljubljana)                                                     |
| 1968  | Sarajevski atentat                            | Socialistiska federativa republiken Jugoslavien | serbo-kroatiska           | krig               | Fadil Hadzic                               | Filmska Radna Zajednica (FRZ)(Belgrad)                                    |
| 1969  | Rdeče klasje                                  | Socialistiska federativa republiken Jugoslavien | slovenska serbo-kroatiska | drama novell       | Živojin Pavlović                           | Filmska Radna Zajednica (FRZ)(Belgrad) Viba Film (Ljubljana)              |
| 1971  | Poslednja postaja                             | Socialistiska federativa republiken Jugoslavien | slovenska serbo-kroatiska | drama              | Jože Babič                                 | Avtorski studio Ekran (Ljubljana) Filmska Radna Zajednica (FRZ) (Belgrad) |
| 1973  | Begunec                                       | Socialistiska federativa republiken Jugoslavien | slovenska                 | drama krig         | Jane Kavčič                                | Filmska Radna Zajednica (FRZ)(Belgrad) Viba Film(Ljubljana)               |
| 1977  | To so gadi                                    | Socialistiska federativa republiken Jugoslavien | slovenska                 | familje komedi     | Jože Bevc                                  | Vesna Film Viba Film (Ljubljana)                                          |
| 1978  | Ko zorijo jagode                              | Socialistiska federativa republiken Jugoslavien | slovenska                 | drama romantik     | Rajko Ranfl                                | Vesna Film Viba Film (Ljubljana)                                          |
| 1979  | Draga moja Izza                               | Socialistiska federativa republiken Jugoslavien | slovenska                 | drama novell       | Vojko Duletić                              | Vesna Film Viba Film (Ljubljana)                                          |
| 1983  | Trije prispevki k slovenski blaznosti         | Socialistiska federativa republiken Jugoslavien | slovenska                 | drama              | Žare Lužnik Boris Jurjaševič Mitja Milavec | Viba Film (Ljubljana)                                                     |
| 1984  | Dediščina                                     | Socialistiska federativa republiken Jugoslavien | slovenska                 | drama              | Matjaž Klopčič                             | Viba Film (Ljubljana)                                                     |
| 1985  | Poletje v školjki                             | Socialistiska federativa republiken Jugoslavien | slovenska                 | familje komedi     | Tugo Štiglic                               | Viba Film (Ljubljana)                                                     |
| 1985  | Naš človek                                    | Socialistiska federativa republiken Jugoslavien | slovenska                 | drama              | Jože Pogačnik                              | Viba Film (Ljubljana)                                                     |
| 1986  | Čas brez pravljic                             | Socialistiska federativa republiken Jugoslavien | slovenska                 | drama              | Boštjan Hladnik                            | Viba Film (Ljubljana)                                                     |
| 1987  | Ljubezni Blanke Kolak                         | Socialistiska federativa republiken Jugoslavien | slovenska                 | drama              | Boris Jurjaševič                           | Viba Film (Ljubljana)                                                     |
| 1987  | Ljubezen nam je vsem v pogubo                 | Socialistiska federativa republiken Jugoslavien | slovenska                 | drama              | Jože Gale                                  | RTV Ljubljana Viba Film                                                   |
| 1988  | Poletje v školjki 2                           | Socialistiska federativa republiken Jugoslavien | slovenska                 | komedi musik       | Tugo Štiglic                               | Viba Film (Ljubljana)                                                     |
| 1990  | Umetni raj                                    | Socialistiska federativa republiken Jugoslavien | slovenska                 | drama              | Karpo Godina                               | Viba Film (Ljubljana)                                                     |
| 1990  | Do konca in naprej                            | Socialistiska federativa republiken Jugoslavien | slovenska                 | drama              | Jure Pervanje                              | Studio 37 Viba Film                                                       |
| 1991  | Primer Feliks Langus eller Kako ujeti svobodo | Slovenien                                       | slovenska                 | drama komedi       | Anton Tomasic                              | TV Slovenija                                                              |
| 1991  | Srčna dama                                    | Slovenien                                       | slovenska                 | thriller           | Boris Jurjaševič                           | E-motion Film Viba Film                                                   |
| 1991  | Operacija Cartier                             | Slovenien                                       | slovenska                 | drama komedi       | Miran Zupanic                              | RTV Slovenija                                                             |